# Erythrodes triloba
Erythrodes triloba är en orkidéart som beskrevs av Cedric Errol Carr. Erythrodes triloba ingår i släktet Erythrodes och familjen orkidéer. Inga underarter finns listade i Catalogue of Life.